# Vert-le-Petit
Vert-le-Petit település Franciaországban, Essonne megyében. Lakosainak száma 2716 fő (2022. január 1.). Vert-le-Petit Vert-le-Grand, Fontenay-le-Vicomte, Ballancourt-sur-Essonne, Itteville, Saint-Vrain, Leudeville és Écharcon községekkel határos.

## Népesség
A település népessége az elmúlt években az alábbi módon változott:
| Lakosok száma | 2780 | 2781 | 2816 | 2790 | 2800 | 2818 | 2782 | 2749 | 2716 |
|               | 2013 | 2015 | 2016 | 2017 | 2018 | 2019 | 2020 | 2021 | 2022 |